# Antônio Brasileiro (álbum)
Antonio Brasileiro é o último álbum de Antonio Carlos Jobim. Foi lançado três dias depois da sua morte em 11 de dezembro de 1994. O álbum foi gravado de setembro de 1993 a janeiro de 1994, tendo sido um sucesso de crítica e público. 
| Críticas profissionais                                                      | Críticas profissionais |
| Avaliações da crítica                                                       | Avaliações da crítica  |
| Fonte                                                                       | Avaliação              |
| --------------------------------------------------------------------------- | ---------------------- |
| Allmusic                                                                    | [ 1 ]                  |
| Esta tabela precisa de ser acompanhada por texto em prosa. Consulte o guia. |                        |

## Faixas
1. "Só Danço Samba"
2. "Piano Na Mangueira"
3. "How Insensitive (Insensatez)"
4. "Querida"
5. "Surfboard"
6. "Samba de Maria Luiza" (com Maria Luiza Jobim)
7. "Forever Green" (com Maria Luiza Jobim)
8. "Maracangalha"
9. "Maricotinha"
10. "Pato Preto"
11. "Meu Amigo Radamés"
12. "Blue Train (Trem Azul)"
13. "Radamés Y Pelé"
14. "Chora Coração"
15. "Trem de Ferro"

## Ficha técnica
- Antônio Carlos Jobim — piano, piano elétrico, violão
- Sting - "How Insensitive"
- Maria Luiza Jobim - "Samba de Maria Luiza" e "Forever Green"
- Dorival Caymmi - "Maricotinha"